# Évolution du Collège cardinalice sous le pontificat de Léon XII

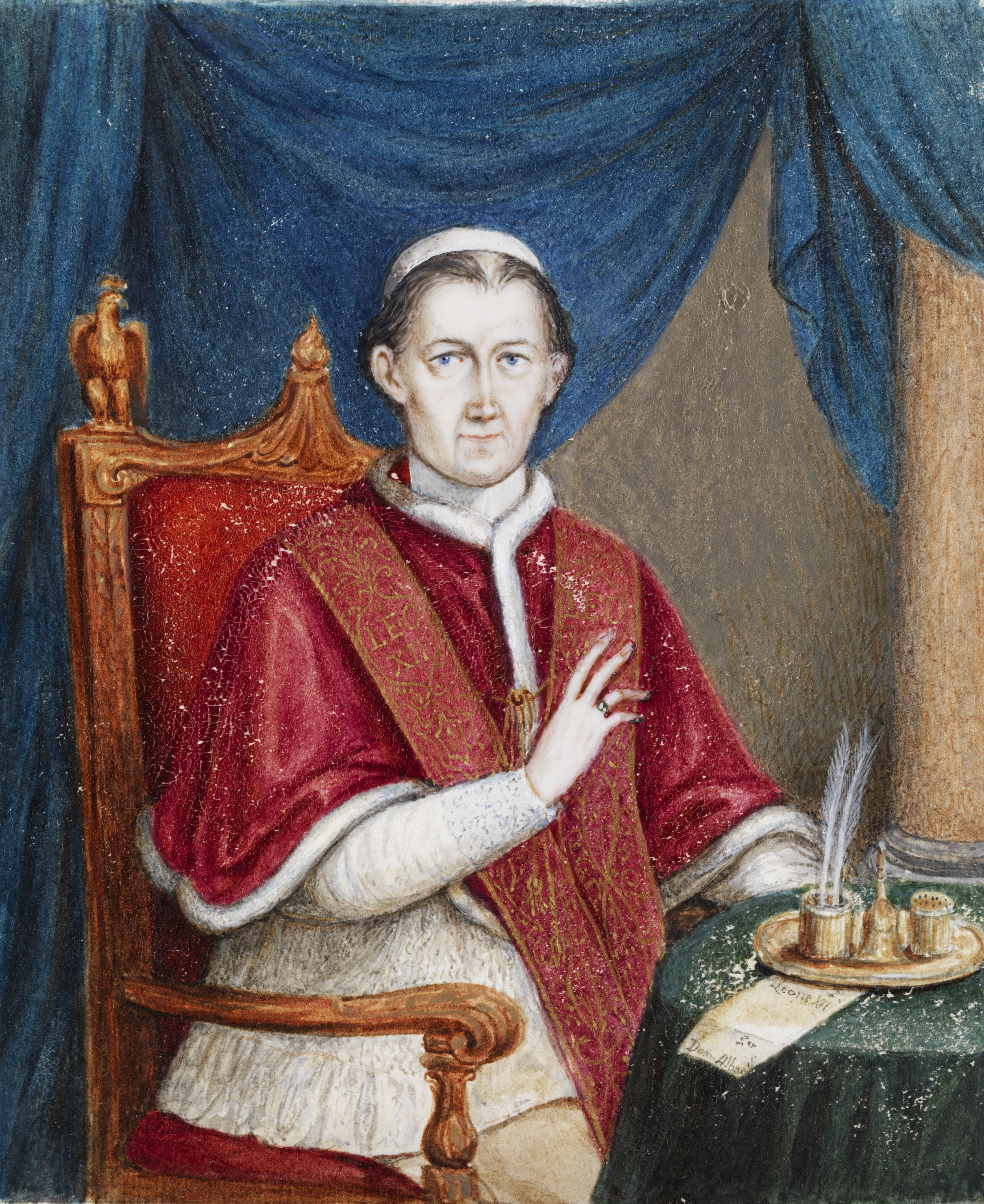
Léon XII (portrait contemporain, anonyme)

Cet article présente les évolutions au sein du Sacré Collège ou collège des cardinaux au cours du pontificat du pape Léon XII, depuis l'ouverture du conclave qui l'a élu, le 2 septembre 1823, jusqu'à sa mort survenue le 10 février 1829.

## Évolution numérique au cours du pontificat
| Date       | Évènement                                                                          | Pays | Total |
| ---------- | ---------------------------------------------------------------------------------- | ---- | ----- |
| 02/09/1823 | Cardinaux au moment du Conclave de 1823                                            |      | 53    |
| 28/09/1823 | Élection papale du cardinal Annibale Sermattei della Genga sous le nom de Léon XII |      | 52    |
| 21/12/1823 | Décès du cardinal Domenico Spinucci                                                |      | 51    |
| 24/01/1824 | Décès du cardinal Ercole Consalvi                                                  |      | 50    |
| 02/02/1824 | Décès du cardinal Luigi Pandolfi                                                   |      | 49    |
| 03/05/1824 | Consistoire : création de 2 cardinaux                                              |      | 51    |
| 21/06/1824 | Décès du cardinal Louis-François de Bausset                                        |      | 50    |
| 08/09/1824 | Décès du cardinal Antonio Gabriele Severoli                                        |      | 49    |
| 09/09/1824 | Décès du cardinal Paolo Giuseppe Solaro di Villanova                               |      | 48    |
| 27/09/1824 | Consistoire : création de 3 cardinaux                                              |      | 51    |
| 20/12/1824 | Consistoire : création de 2 cardinaux                                              |      | 53    |
| 21/03/1825 | Consistoire : création d'un cardinal et d'un cardinal in pectore                   |      | 55    |
| 01/08/1825 | Décès du cardinal Antonio Lamberto Rusconi                                         |      | 54    |
| 10/12/1825 | Décès du cardinal Luigi Ercolani                                                   |      | 53    |
| 14/12/1825 | Décès du cardinal Carlos da Cunha e Menezes                                        |      | 52    |
| 13/03/1826 | Consistoire : création de 2 cardinaux et révélation d'un cardinal in pectore       |      | 54    |
| 11/05/1826 | Décès du cardinal Stanislao Sanseverino                                            |      | 53    |
| 02/10/1826 | Consistoire : création de 4 cardinaux et de 6 cardinaux in pectore                 |      | 63    |
| 09/11/1826 | Décès du cardinal Fabrizio Turriozzi                                               |      | 62    |
| 03/12/1826 | Décès du cardinal Dionisio Bardaxí y Azara                                         |      | 61    |
| 25/06/1827 | Consistoire : création de 2 cardinaux                                              |      | 63    |
| 27/08/1827 | Décès du cardinal Johann Casimir von Häffelin                                      |      | 62    |
| 13/12/1827 | Décès du cardinal Fabrizio Dionigi Ruffo                                           |      | 61    |
| 06/02/1828 | Décès du cardinal Francesco Serlupi Crescenzi                                      |      | 60    |
| 19/04/1828 | Décès du cardinal Carlo Francesco Maria Caselli                                    |      | 59    |
| 13/11/1828 | Décès du cardinal Giuseppe Spina                                                   |      | 58    |
| 05/12/1828 | Décès du cardinal Francesco Guidobono Cavalchini                                   |      | 57    |
| 15/12/1828 | Consistoire : création de 2 cardinaux et révélation de 6 cardinaux in pectore      |      | 59    |
| 18/01/1829 | Décès du cardinal Giovanni Francesco Marazzani Visconti                            |      | 58    |
| 10/02/1829 | Décès du pape Léon XII                                                             |      | 58    |